# Highway Chile
Pistes de Are You Experienced (réédition de 1997)
The Wind Cries Mary
Highway Chile est une chanson écrite par Jimi Hendrix et parue en face B du troisième single de The Jimi Hendrix Experience, The Wind Cries Mary, en 1967. Elle est ensuite parue sur l'album War Heroes en 1972 (retiré des ventes depuis), puis diverses compilations et sur les rééditions de l'album Are You Experienced parues en 1997.

## Analyse
L'orthographe Chile reflète la mauvaise prononciation de Child par Hendrix, comme ultérieurement dans le titre de la chanson Voodoo Chile.
La chanson est autobiographique, avec pour thème la poursuite du rêve américain sur un style de Rythm & Blues dont le jeu de guitare est basé sur un motif de blues. 

## Parution
La chanson est mixée en mono et disponible en face B du single britannique The Wind Cries Mary. Par la suite, on la retrouve sur les compilations Smash Hits (édition britannique seulement) en 1968, War Heroes en 1972 (retiré des ventes depuis) et Experience Hendrix: The Best of Jimi Hendrix (1997) avant d'apparaitre définitivement sur la réédition de l'album Are You Experienced en 1997. Une version stéréo est disponible en 2000 dans le coffret The Jimi Hendrix Experience Box Set.